# Oblężenie Kamieńca Podolskiego (1652)
Oblężenie Kamieńca Podolskiego – trwające przez 2 tygodnie zbrojne oblężenie twierdzy w Kamieńcu Podolskim przez wojska kozackie dowodzone przez Tymosza Chmielnickiego. Kozacy dwa tygodnie w czerwcu 1652 roku bezskutecznie oblegali zamek, jednak odstąpili i spustoszyli jedynie okolice Kamieńca. Dalej więc Kamieniec Podolski był symbolem niezwyciężonej twierdzy i ważnym garnizonem Rzeczypospolitej w czasie powstania Chmielnickiego.
Oddziały kozackie pod dowództwem Tymofieja Chmielnickiego były w drodze do Mołdawii w celu zawarcia przez Tymofieja małżeństwa z Rozandą Lupu. Bohdan Chmielnicki był tak pewny zdobycia twierdzy, że ponoć zapraszał już do Kamieńca gości na wesele jego syna i nazywał Rozandę „księżną podolską”. Stary Chmielnicki sam nie znajdował się pod murami miasta, posyłał tylko listy wzywające do poddania się. Jednak twierdza, świeżo zaopatrzona przez Marcina Kalinowskiego, posiadająca uzupełnione zapasy i kilku zdolnych dowódców wewnątrz jak wojewoda podolski Stanisław Rewera Potocki czy wojewoda ruski Stanisław Lanckoroński, oparła się namowom kozaków. Brak narzędzi oblężniczych oraz panująca zaraza zmusiły Chmielnickiego do odstąpienia od oblężenia twierdzy.